# Anisodes sarawackaria
Anisodes sarawackaria är en fjärilsart som beskrevs av Achille Guenée 1858. Anisodes sarawackaria ingår i släktet Anisodes och familjen mätare. Inga underarter finns listade i Catalogue of Life.